# The Children of Huang Shi
The Children of Huang Shi (kinesiska: 黄石的孩子) är en australisk-kinesisk-tysk drama-krigsfilm från 2008. Filmen är regisserad av Roger Spottiswoode med Jonathan Rhys Meyers, Radha Mitchell, Chow Yun-Fat och Michelle Yeoh i huvudrollerna.
Filmen hade premiär i Kina den 3 april, 2008.

## Handling
Under andra sino-japanska kriget 1938 tar sig den brittiska journalisten George Hogg in i den ockuperade Nanjing i Kina, där han får vittna Nanjingmassakern och blir nästan själv mördad, men räddas av kommunisten Chen Hansheng. Senare i kriget blir Hogg skadad och skickas av Chen till ett barnhem i Huangshi, ledd av den amerikanska sjuksköterskan Lee Pearson. Hogg får försöka ta hand om alla barnen där, men får problem när japanerna rör sig allt närmare staden.

## Rollista (i urval)
- Jonathan Rhys Meyers – George Hogg
- Radha Mitchell – Lee Pearson
- Chow Yun-Fat – Chen Hansheng
- Michelle Yeoh – Fru Wang
- Guang Li – Shi-Kai
- Lin Ji – Horse Rider
- Matthew Walker – Andy Fisher
- Anastasia Kolpakova – Duschka
- Ping Su – Eddie Wei